# Till Betlehem mitt hjärta
Till Betlehem mitt hjärta är en julpsalm, skriven 1732 av den danske psalmförfattaren Hans Adolph Brorson i original: Mit Hjerte altid vanker, som finns medtagen i den danska Psalmebog for kirke og hjem. Där har texten åtta 8-radiga verser och de ska sjungas till samma melodi som psalmen Jeg raaber fast, o Herre. Den svenska texten är skriven av Johan Michael Lindblad 1848. Nikolaj Frederik Severin Grundtvig använde Brorsons psalm när han skrev den snarlika julpsalmen Förunderligt och märkligt.

## Publicerad i
- Metodistkyrkans psalmbok 1896, som nr 105 under rubriken "Kristi ankomst och födelse".
- Svenska Missionsförbundets sångbok 1920 som nr 88 under rubriken "Jesu födelse"
- Sionstoner 1935 som nr 158 under rubriken "Jul".
- Guds lov 1935 som nr 29 under rubriken "Advents- och julsånger".
- Sionstoner 1972 som nr 102
- Lova Herren 1988 som nr 114 under rubriken "Jul".
- Lova Herren 2020 som nr 99 under rubriken "Jul".